# Рожков Юрій Федорович
Рожков Юрій Федорович (*18 квітня 1941, Донецьк  — †9 березня 2014, Київ) — український співак, композитор, аранжувальник. Заслужений артист України (1997).

## Біографія і творча діяльність
Юрій Рожков народився 18 квітня 1941 в Донецьку. З 1948 до 1958 навчався в середній школі № 122 м. Києва. У 1958 став учнем токаря на київському заводі «Кінодеталь». У 1960–1965 навчався у Київському політехнічному інституті. Одночасно з навчанням, працюючи на кіностудії імені О. Довженка, вивчав мистецтво сольного співу на вечірньому відділенні музичної школи імені М. Стеценка.
У 1969–1971 навчався в Республіканській студії естрадно-циркового мистецтва (вокальний відділ). У 1972–1973 — соліст Київської естради, «Київконцерту». В цей час він здобуває широку популярність завдяки пісні «Товарищ песня», яку він співав в багатосерійному телефільмі Миколи Мащенка «Як гартувалась сталь».
У 1987–1991 заочно навчався у Київському державному інституті культури.
З 1997 до 2014 перебував на творчій роботі.
За роки творчої діяльності Юрій Рожков дав більше 5 тисяч концертів у різних куточках України та інших країн колишнього СРСР, де був популярним завдяки виконанню пісень у популярних фільмах «Народжена революцією», «В бій ідуть самі «старі»», «Поцілунок Чаніти», а також на сценах Німеччини, Польщі, Угорщини, Чехії, Словаччини. Понад 200 концертів дав для ліквідаторів аварії на Чорнобильській АЕС.
Записав понад 150 записів на Українському радіо.
В 1980-ті роки Юрій Рожков почав діяльність композитора і аранжувальника. В його доробку як композитора — понад сто пісень на слова відомих українських поетів (Б. Олійника, М. Луківа, М. Шевченка, Г. Чубач). Його щирі і мелодійні пісні виконуються відомими українськими співаками (Д. Гнатюком, О. Василенком, Л. Сандуленком) та музичними колективами (квартет "Гетьман", гурт «Козацькі забави»).
Юрій Рожков пішов з життя 9 березня 2014.

## Пісні
- А я люблю тебе ще навіть більше (Н. Горинь / Ю. Рожков)
- Весняний вальс (Б. Харитонов / О. Марцинківський, Ю. Рожков)
- Всі жінки носили воду (М. Шевченко / Ю. Рожков)
- Дозвольте Вам освідчитись в коханні (Л. Вернигора / Ю. Рожков)
- Заздравна Україні (М. Шевченко / Ю. Рожков)
- Карпатські яблука (М. Луків / Ю. Рожков)
- Українські гривні (В. Кудрявцев / Ю. Рожков)
- Я знову з тобою, мій Києве (П. Паливода / В. Титаренко)